# Mulio
 Mulio  è il nome di tre guerrieri citati nell'Iliade:
- Mulio, guerriero troiano ucciso da Patroclo nel libro XVI.

- Mulio, guerriero troiano ucciso da Achille nel libro XX.

- Mulio, genero di Augia comandante Epeo dei guerrieri coi carri durante l'assedio di Trioessa, ed ucciso da Nestore. L'eroe racconta l'episodio nel libro XI.

## Il mito

### Mulio vittima di Achille
Achille, infuriato per la morte del suo caro amico Patroclo, rientrò in battaglia ammazzando tantissimi guerrieri di Ettore, che gli aveva ucciso il caro compagno. Tra questi vi fu anche Mulio, un troiano, che, assalito da Achille, venne ucciso da una sua lancia che gli entrò in un orecchio e, perforato il cervello, uscì per l'altro.
 " Indi Mulio investendo, entro un'orecchia

gli fisse il telo, e uscir per l'altra il fece " 
(Omero, Iliade, libro XX; traduzione di Vincenzo Monti).